# Portacomaro
Portacomaro är en ort och kommun i provinsen Asti i regionen Piemonte i Italien. Kommunen hade 2 027 invånare (2018).